# Jiaotong-universiteit van Shanghai
De Jiaotong-universiteit van Shanghai, (上海交通大学,上海交通大學,Shànghǎi Jiāotōng Dàxué; afgekort Jiao Da (交大) of SJTU), is een van de oudste een meest invloedrijke universiteiten in China. Het is tevens lid van de Chinese C9 League en de Universitas 21. De universiteit werd in 1896 opgericht en heeft tegenwoordig ongeveer 33.000 studenten. De meeste campussen van de universiteit staan in de districten Xuhui en Minhang, in het centrum van Shanghai
De universiteit wordt bestuurd door het Ministerie van Onderwijs en het bestuur van Shanghai. Sinds 2006 is Zhang Jie de rector van SJTU.
De universiteit is bekend om zijn jaarlijkse ranglijst van universiteiten.

## Bekende alumni
- Jiang Zemin, voormalig president van de Volksrepubliek China
- Qian Xuesen, ingenieur (leider van het Chinees ruimteprogramma)
- Yang Yuanqing, voorzitter van Lenovo